# La Chelito

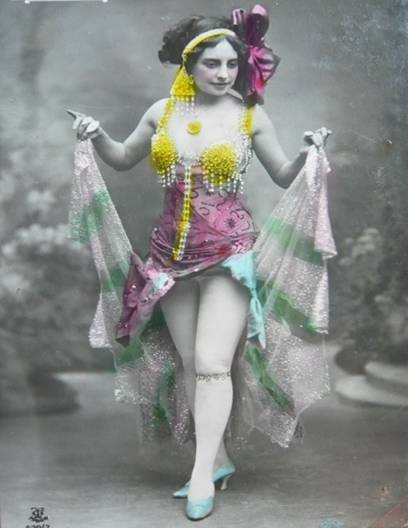
La Chelito

Consuelo Portela, conocida artísticamente como La Chelito (Cuba, 12 de febrero de 1885 - Madrid, 20 de noviembre de 1959) fue una popular cantante española de cuplé, de principios del siglo XX.

## Biografía
Hija de un guardia civil, nació en la isla caribeña, cuando aún era provincia española, por estar su padre destinado en el lugar, aunque toda la familia regresó a la península tras el nacimiento de Consuelo.
Pionera en el género del cuplé picaresco, ganó enorme popularidad con canciones cuya letra apenas ocultaban el doble sentido, como  Pantorrillas, La noche de novios o "La pulga".
Su única intervención en cine fue en 1927, en la película El Conde Maravillas, de José Buchs. Un año más tarde se retiró de la vida artística para dedicarse a los negocios empresariales, montando un teatro y una cafetería en lo que más tarde sería el Teatro Muñoz Seca de Madrid (ubicado en la Plaza del Carmen).